# Kerwin Du Bois
Kerwin Du Bois (* 1977 in Port of Spain) ist ein trinidadischer Sänger, Songwriter und Produzent von Soca- und Calypso-Musik.

## Karriere
Du Bois wurde 1977 geboren. Seinen ersten öffentlichen Auftritt als Sänger hatte Du Bois 1991, noch als Schüler, beim ersten Junior Calypso Monarch, einem Nachwuchswettbewerb im Rahmen des trinidadischen Karnevals. 1992 gewann er den Wettbewerb. Ebenfalls im Genre Calypso gewann er im gleichen Jahr den Young Kings-Titel sowie 2000 den UK Calypso Monarch-Titel. Zu dieser Zeit wohnte er in London, wohin er 1993 mit einem Stipendium der Association of British Calypsonians gezogen war.
Ab 2003 erweiterte Du Bois aus finanziellen Gründen sein musikalisches Spektrum um Soca, zunächst als Songwriter und Produzent für u. a. Blaxx, Bunji Garlin, Destra Garcia, Machel Montano, Patrice Roberts und Kees Diefenthaller. 2008 wurde er im Rahmen des weltweit größten Soca-Musikwettbewerbs als Produzent für acht International Soca Awards nominiert und gewann zwei, zusätzlich wurde er drei Mal für den COTT-Award nominiert. 2011 schrieb und produzierte er für Kees Diefenthaller von Kes the Band den Siegertitel des International Groovy Soca Monarch, Wotless. Ab 2012 trat Du Bois auch selbst als Sänger auf und erzielte mit seiner Single Bacchanalist den zweiten Platz beim International-Groovy-Soca-Monarch-Wettbewerb. 2014 gewann er dort mit der Single Too Real.
Du Bois lebt im kanadischen Toronto. Er ist seit 2012 verheiratet und hat eine Tochter und einen 1997 geborenen Sohn.

## Diskografie
- Mystic Journey (2005, Ernie B's Reggae)
- Enigmatic Vibration (2009, Ernie B's Reggae)
- We Build Dis City (2013, Ernie B's Reggae)